# British Steel (album)
Pour l’article homonyme, voir British Steel.
Albums de Judas Priest
Unleashed in the East
(1979) Hero, Hero
(1981)
Singles
1. Living After Midnight
Sortie : 21 mars 1980
2. Breaking the Law
Sortie : 23 mai 1980
3. United
Sortie : 15 août 1980

British Steel est le sixième album studio du groupe de heavy metal britannique Judas Priest. Il est sorti le 14 avril 1980 sur le label CBS Records et fut produit par Tom Allom. C'est le premier album du groupe avec le batteur Dave Holland qui remplaça Les Binks.

## Historique
Cet album fut enregistré à Tittenhurst Park, une propriété de 72 acres située à Ascot dans le Berkshire qui appartenait, à l'époque de l'enregistrement, à Ringo Starr qui l'avait rachetée lui-même à John Lennon. Lennon avait fait construire un studio d'enregistrement près de la maison principale qu'il avait nommé Ascot Sound studios. Ringo Starr le rebaptisa Startling Studios et Judas Priest et Tom Allom y avaient mixé l'album en public Unleashed in the East. Malgré la qualité du studio, les musiciens de Judas Priest préfèrent l'ambiance de la demeure principale et installent tout le matériel d'enregistrement dans une petite pièce derrière la cuisine. L'enregistrement dura exactement du 1er au 28 février 1980.
Lors du mastering qui se déroula à New York, le chargé de la publicité du groupe, Tony Brainsby, fit courir la rumeur que les bandes de l'album furent volées par un gang et que le groupe dû débourser   50.000 Livres sterling de rançon pour les récupérer. Mais à cette époque, l'album n'avait toujours pas de titre et c'est le bassiste Ian Hill qui proposa British Steel, d'abord parce que le groupe sonnait très « british » et aussi parce que les ouvriers de la British Steel Corporation étaient en grève et que le nom apparaissait dans toutes les nouvelles. Glenn Tipton y avait lui-même travaillé et lorsque le visuel de la pochette (créé par Roslav Szaybo) arriva le titre devint une évidence pour les musiciens.
Cet album se classa à la 4e place des charts britanniques et à la 34e place Billboard 200 aux États-Unis où il sera le premier album du groupe certifié disque d'or pour plus de 500 000 exemplaires vendus.
Une tournée est consacrée par le groupe à l'album pour le trentième anniversaire de sa sortie, durant laquelle il en joue la totalité des titres à chaque concert. Pour l'occasion est édité un double album accompagné d'un DVD retraçant le concert donné au Seminole Hard Rock Cafe de Ft. Lauderdale.
Le magazine Rolling Stone le place à la troisième place de son classement des cent plus grands albums de métal de tous les temps. Il fait aussi partie de la liste de Robert Dimery des 1001 albums qu'il faut avoir écoutés dans sa vie.

## Liste des titres
Tous les titres sont signés par Glenn Tipton, Rob Halford, K. K. Downing.

### Album original
Face 1
1. Breaking the Law - 2:35
2. Rapid Fire - 4:08
3. Metal Gods - 4:00
4. Grinder - 3:58
5. United - 3:35

Face 2
1. Living After Midnight - 3:31
2. You Don't Have to Be Old to Be Wise - 5:04
3. The Rage - 4:44
4. Steeler - 4:30

### Version remasterisée 2001
1. Rapid Fire - 4:08
2. Metal Gods - 4:00
3. Breaking the Law - 2:35
4. Grinder - 3:58
5. United - 3:35
6. You Don't Have to Be Old to Be Wise - 5:04
7. Living After Midnight - 3:31
8. The Rage - 4:44
9. Steeler - 4:30

Titres bonus
1. Red White & Blue (titre inédit enregistré pendant les sessions de l'album Turbo) - 3:42
2. Grinder (Live) (enregistré le 5 mai 1984 à la Long Beach Arena, Californie) - 4:49

### 30th Anniversary Edition – bonus live CD/DVD
Tous les titres sont signés par Tipton, Halford, Downing sauf indications.
CD 1identique à la version 2001
CD 2 / DVDLive enregistré au Seminole Hard Rock Hotel & Casino, Hollywood, Floride
| No  | Titre                                                   | Durée |
| --- | ------------------------------------------------------- | ----- |
| 1.  | Rapid Fire                                              | 4:18  |
| 2.  | Metal Gods                                              | 4:34  |
| 3.  | Breaking the Law                                        | 2:43  |
| 4.  | Grinder                                                 | 4:06  |
| 5.  | United                                                  | 3:45  |
| 6.  | You Don't Have to Be Old to Be Wise                     | 5:24  |
| 7.  | Living After Midnight                                   | 4:53  |
| 8.  | The Rage                                                | 5:04  |
| 9.  | Steeler                                                 | 5:23  |
| 10. | The Ripper (Tipton)                                     | 3:09  |
| 11. | Prophecy (DVD uniquement)                               | 6:12  |
| 12. | Hell Patrol                                             | 3:57  |
| 13. | Victim of Changes (Al Atkins, Downing, Halford, Tipton) | 9:29  |
| 14. | Freewheel Burning                                       | 5:49  |
| 15. | Diamonds & Rust (Joan Baez)                             | 4:07  |
| 16. | You've Got Another Thing Coming                         | 8:58  |

## Musiciens

### Album original
- Rob Halford : chant
- K. K. Downing : guitare lead & rythmique
- Glenn Tipton : guitare lead & rythmique
- Ian Hill : basse
- Dave Holland : batterie, percussions

### CD/DVD bonus
Les mêmes, sauf : 
- Scott Travis : batterie

## Charts et certifications
| Année | Pays        | Durée du classement | Meilleur classement |
| ----- | ----------- | ------------------- | ------------------- |
| 1980  | Canada      | 18 semaines         | 45e                 |
| 1980  | États-Unis  | 19 semaines         | 34e                 |
| 1980  | Royaume-Uni | 18 semaines         | 4e                  |
| 1980  | Suède       | 6 semaines          | 20e                 |
| 2010  | Allemagne   | 1 semaine           | 59e                 |
| 2010  | Espagne     | 2 semaines          | 55e                 |
| 2010  | Finlande    | 1 semaine           | 46e                 |
| 2010  | Suisse      | 1 semaine           | 92e                 |

| Pays        | Certification | Ventes      | Date       |
| ----------- | ------------- | ----------- | ---------- |
| Canada      | Or            | 50 000 +    | 01/10/1982 |
| États-Unis  | Platine       | 1 000 000 + | 09/08/1989 |
| Royaume-Uni | Argent        | 60 000 +    | 04/06/1980 |

Charts singles
| Date       | Titre                 | Chart | Durée du classement | Position |
| ---------- | --------------------- | ----- | ------------------- | -------- |
| 12/04/1980 | Living After Midnight | OCC   | 7 semaines          | 12e      |
| 21/06/1980 | Breaking the Law      | OCC   | 6 semaines          | 12e      |
| 13/09/1980 | United                | OCC   | 8 semaines          | 26e      |